# Óriás-hegység
Az Óriás-hegység (csehül: Krkonoše, lengyelül: Karkonosze, németül: Riesengebirge) vonulata Csehország északi, valamint Lengyelország délnyugati részén helyezkedik el. A hegylánc a Szudéták középső vonulatában található és északnyugati-délkeleti irányban húzódik. Az Óriás-hegység a Szudéták legmagasabb ága.
A hegylánc főgerince gyakorlatilag Csehország és Lengyelország közös határvonalának egy részét is képezi.
A hegység legmagasabb pontja a Sněžka (lengyelül: Śnieżka) a maga 1602 méteres magasságával. A hegycsúcs ezzel Csehország legmagasabb pontjának is számít. Az Óriás-hegységet leginkább a földtörténeti óidőből, a paleozoikum származó kőzetek alkotják, többek között a gránit és a pala.
Az Óriás-hegység éghajlatát a gyors időjárás-változás elemei jellemzik. A hegység lábánál évente 700 mm csapadék hullik átlagosan, a főgerinc környezetében azonban ez az érték ennél jóval több, általában 1200 és 1600 mm körül mozog. A csapadék jelentős hányada télen, hó formájában érkezik. A hegylánc főgerince Európa legszelesebb területei közé tartozik. A Balti-tenger irányából érkező szeleket semmi sem tudja megfékezni a Lengyel-alföld felett, ennek következtében a hegység területén igen gyakoriak az északi irányból érkező heves orkánszerű viharok.
A hegyvonulat területét nemzeti parkká nyilvánították. A lengyelországi területen 1959 óta áll fenn Karkonosze Nemzeti Park néven, míg a csehországi részt 1963-ban nyilvánították védett területté Krkonoše Nemzeti Park néven. 1992-ben az UNESCO által nyilvántartott bioszféra-rezervátummá nyilvánították.
Cseh elnevezése, a Krkonoše valószínűleg szorb eredetű, és a hegység mesebeli szellemének, az óriásnak a nevéből ered. A kifejezést 1110-ben említették először feljegyzésekben.